# Tribbey
Tribbey és un poble dels Estats Units a l'estat d'Oklahoma. Segons el cens del 2000 tenia 273 habitants.

## Demografia
Segons el cens del 2000, Tribbey tenia 273 habitants, 102 habitatges, i 84 famílies. La densitat de població era de 5,5 habitants per km².
Dels 102 habitatges en un 24,5% hi vivien nens de menys de 18 anys, en un 72,5% hi vivien parelles casades, en un 6,9% dones solteres, i en un 17,6% no eren unitats familiars. En el 16,7% dels habitatges hi vivien persones soles el 8,8% de les quals corresponia a persones de 65 anys o més que vivien soles. El nombre mitjà de persones vivint en cada habitatge era de 2,68 i el nombre mitjà de persones que vivien en cada família era de 2,99.
Per edats la població es repartia de la següent manera: un 24,2% tenia menys de 18 anys, un 5,5% entre 18 i 24, un 24,2% entre 25 i 44, un 33,7% de 45 a 60 i un 12,5% 65 anys o més.
L'edat mediana era de 42 anys. Per cada 100 dones de 18 o més anys hi havia 99 homes.
La renda mediana per habitatge era de 33.125 $ i la renda mediana per família era de 40.000 $. Els homes tenien una renda mediana de 30.962 $ mentre que les dones 21.875 $. La renda per capita de la població era de 13.846 $. Cap de les famílies i el 0,4% de la població estaven per davall del llindar de pobresa.

## Poblacions més properes
El següent diagrama mostra les poblacions més properes.